# Politikåret 2008

## Händelser
- 19 januari - I Thailand tillträder en koalitionsregering bestående av sex partier, vilket blir den första demokratiska regeringen sedan militärkuppen 2006.
- 15 januari - Slovenien övertar ordförandeskapet i EU som första av de stater som inträtt sedan 2004.[1]
- 24 januari - Italiens premiärminister Romano Prodi avgår efter att ha förlorat en förtroendeomröstning i det italienska parlamentet.
- 25 januari - Sveriges socialdemokratiska arbetarepartis partiledare Mona Sahlin meddelar att partiets ekonomiske talesman Pär Nuder kommer att bytas ut mot Thomas Östros.
- 30 januari - I närvaro av kung Bhumibol Adulyadej av Thailand svärs Samak Sundaravej in som ny thailändsk premiärminister.[2]
- 6 februari - Italiens president Giorgio Napolitano meddelar att nyval kommer att hållas i Italien den 13 april 2008.
- 11 februari - Östtimors president José Ramos-Horta blir allvarligt skottskadad i ett mordförsök.
- 13 februari
  - Australiens premiärminister Kevin Rudd framför en formell ursäkt till den så kallade "Stulna generationen".[3]
  - Malaysias premiärminister Abdullah Ahmad Badawi upplöser Malaysias parlament.[4]
- 17 februari - Kosovo förklarar sin självständighet från Serbien, trots motstånd från Serbien, Ryssland, Kina, Spanien, Rumänien, och flera andra länder. Dock uttrycker Albanien, Belgien, Kroatien, Frankrike, Tyskland, Italien, Storbritannien och USA sitt stöd, efter ett extrainkallat möte i FN:s säkerhetsråd.[5]
- 18 februari - USA erkänner Kosovo som en självständig stat.
- 19 februari - Fidel Castro meddelar att han tänker avgå från sin post som Kubas president.
- 22 februari – Australiens parlament drabbas av kaos.[6]
- 23 februari - Ett avtal om "permanent vapenvila" mellan Ugandas regering och rebellgruppen Herrens motståndsarmé undertecknas.[7]
- 24 februari - Raúl Castro efterträder sin bror Fidel Castro som Kubas president.
- 27 februari - Jemaah Islamiyahs ledare Mas Selamat bin Kastari flyr från en straffinrättning i Singapore.[8]
- 28 februari - Thailands störtade premiärminister Thaksin Shinawatra återvänder hem för första gången sedan militärkuppen i september 2006.
- 3 mars - FN:s säkerhetsråd antar Resolution 1803 om Irans kärnkraftsprogram.[9][10]
- 4 mars - Sverige erkänner Kosovos självständighet.
- 16 mars - Nils Lundgren meddelar att han tänker avgå som partiledare för det svenska partiet Junilistan i juli 2008.
- 20 mars - Yves Leterme tillträder som premiärminister i Belgien.
- 24 mars - Yousaf Raza Gilani (PPP) tillträder som ny premiärminister i Pakistan.
- 2-4 april - NATO-medlemsländerna håller ett toppmöte i Bukarest i Rumänien.
- 3 april - Lidragatan i Cyperns delade huvudstad Nicosia öppnas för första gången sedan 1963, i ett första steg mot en lösning av Cypernfrågan.
- 8 april - Sark skrotar sitt feodala system för att anpassa sig efter Europakonventionen. Kronrådet antar reformen,[11] och första valet under ny lag förläggs till december 2008, med första sammanträdet för den nya kammaren i januari 2009.[12][13][14]
- 11 april - Sveriges statsminister Fredrik Reinfeldt reser till Folkrepubliken Kina på statsbesök där klimatförändringarna står i fokus.
- 27 april -  Talibaner försöker mörda Afghanistans president Hamid Karzai under en militärparad i Kabul.[15]
- 7 maj
  - Dmitrij Medvedev tillträder som Rysslands president och Vladimir Putin utses till ny premiärminister.
  - Brian Cowen utses till Republiken Irlands premiärminister.
- 8 maj - Silvio Berlusconi tillträder som Italiens premiärminister.
- 14 maj - Sex iranska Bahá'í Faith leaders-ledare arresteras i Iran.[16]
- 15 maj - Kalifornien inför, som andra delstat i USA efter att Massachusetts blev först ut 2004 med att legalisera samkönat äktenskap sedan delstatens högsta domstol sagt att förbudet var okonstitutionellt.[17]

Avskaffade monarkin

- 28 maj - Nepal avskaffar monarkin efter 240 år och inför republik.[18]
- 29 maj - Irakkonferensen i Stockholm 2008 om Iraks framtida utveckling hålls i Stockholm.
- 3 juni - Barack Obama nomineras till Demokraternas presidentvalskandidat, som första afroamerikan i historien vad gäller ett större politiskt parti i USA.[19]
- 12 juni - I en folkomröstning röstar Republiken Irland nej till Lissabonfördraget.
- 18 juni - Sveriges riksdag röstar igenom FRA-lagen, trots starkt folkmotstånd.
- 22 juni - Morgan Tsvangirai meddelar att han drar tillbaka sin kandidatur till en andra omgång i presidentvalet i Zimbabwe den 27 juni 2008 mot Robert Mugabe.
- 22 juni - Morgan Tsvangirai meddelar att han drar tillbaka sin kandidatur till en andra omgång i presidentvalet i Zimbabwe den 27 juni mot Robert Mugabe, på grund av den zimbabwiska regeringens våld mot oppositionens anhängare.
- 1 juli - Frankrike blir EU:s ordförandeland efter Slovenien.
- 5 juli - Tiotusentals sydkoreaner fortsätter protestera mot regeringen Lee Myung-baks beslut att tillåta amerikanskt nötkött.[20]
- 30 juli
  - Radovan Karadžić, misstänkt krigsförbrytare från Bosnien och Hercegovina utlämnas till krigsförbrytartribunalen i Haag.
  - Israels premiärminister Ehud Olmert meddelar att han tänker avgå i september 2008.
- 6 september - Asif Ali Zardari väljs till ny president i Pakistan.
- 20 september - Sydafrikas president Thabo Mbeki meddelar att han tänker avgå.

## Val och folkomröstningar
- 5 januari - Micheil Saakasjvili får över 50 procent av rösterna i presidentvalet och omväljs därmed som president i Georgien.
- 5 februari - I 24 av USA:s delstater hålls primärval inför presidentvalet den 4 november samma år. Under denna den så kallade supertisdagen blir John McCain det republikanska partiets största vinnare medan demokraternas Hillary Clinton får ett litet övertag över Barack Obama.
- 18 februari - I Pakistan är det allmänna val, vilka försenats från 8 januari på grund av upploppen efter mordet på Benazir Bhutto. Oppositionspartierna, inklusive Benazir Bhutto, erövrar över hälften av mandaten, medan president Pervez Musharrafs parti lider ett stort nederlag.[21]
- 2 mars - Dmitrij Medvedev vinner presidentvalet i Ryssland, med cirka 70% av rösterna.
- 9 mars - Vid parlamentsvalet i Spanien segrar Spanska socialistiska arbetarpartiet med premiärminister José Luis Rodríguez Zapatero i spetsen med 43% av rösterna.
- 20 mars - USA inför ekonomiska sanktioner mot Iran.
- 24 mars - Bhutan går till allmänna val för första gången.[22]
- 29 mars - Val till president[23] och parlament hålls i Zimbabwe, där oppositionsledaren Morgan Tsvangirais parti MDC går framåt och får majoritet över presidenten Robert Mugabes parti ZANU-PF.
- 13 april - Silvio Berlusconis parti Frihetens folk vinner parlamentsvalet i Italien med 47,3 % av rösterna mot huvudmotståndaren Walter Veltronis nybildade Demokratiska partiet med 38%.
- 1 maj - I Storbritannien förlorar regeringspartiet Labour stort mot Torypartiet i lokalvalen, bland annat i London.
- 27 juni - En andra omgång i presidentvalet i Zimbabwe med Robert Mugabe som ensam kandidat.

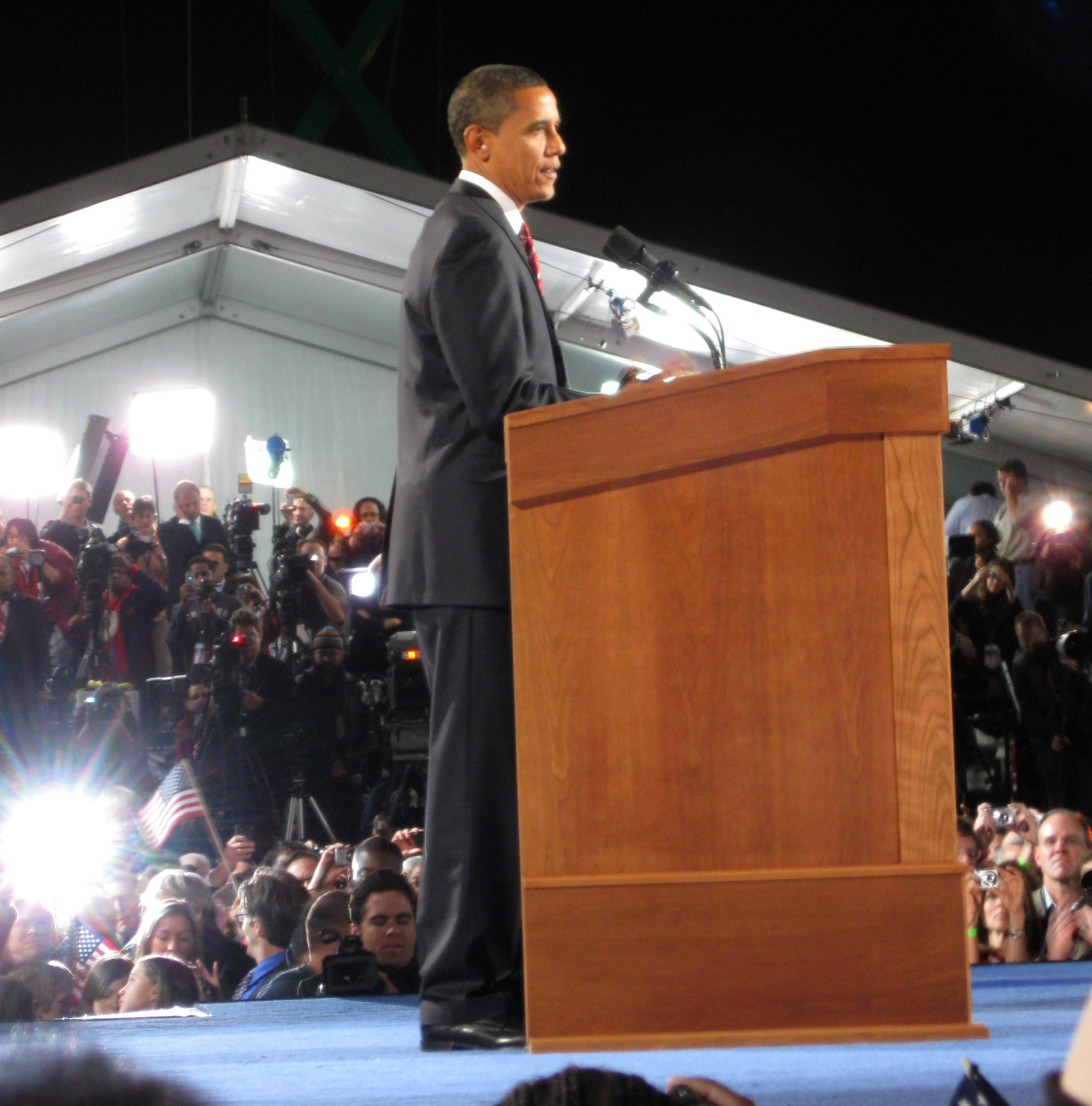
Valsegrare

- 4 november - Demokraten Barack Obama vinner presidentvalet i USA.[24]
- 25 november - Grönland tackar i en folkomröstning ja till ökat självstyre.

## Organisationshändelser
- 6 juli - Sören Wibe och Annika Eriksson väljs till nya partiledare för Junilistan.
- 1-4 september - På det republikanska partiets partikonvent i Saint Paul, Minnesota utses John McCain till presidentkandidat och Sarah Palin till vicepresidentkandidat inför presidentvalet i USA.
- 25-29 augusti - På det demokratiska partiets partikonvent i Denver, Colorado utses Barack Obama till presidentkandidat och Joe Biden till vicepresidentkandidat inför presidentvalet i USA.

## Avlidna
- 27 januari – Suharto, Indonesiens president 1967–1998.
- 23 februari – Janez Drnovšek, Sloveniens president 2002–2007.
- 21 mars – Gabriel París Gordillo, Colombias president 1957–1958.
- 12 april – Patrick Hillery, Irlands president 1976–1990.
- 1 maj – Anthony Mamo, Maltas förste president 1974–1976.
- 23 juni – Arthur Chung, Guyanas president 1970–1980.
- 2 november – Ahmed Ali al-Mirghani, Sudans president 1986–1989.
- 12 december – Tassos Papadopoulos, Cyperns president 2003–2008.